# Arondismentul Les Andelys
Arondismentul Les Andelys (în franceză Arrondissement des Andelys) este un arondisment din departamentul Eure, regiunea Haute-Normandie, Franța.

## Subdiviziuni

### Cantoane
- Cantonul Les Andelys
- Cantonul Écos
- Cantonul Étrépagny
- Cantonul Fleury-sur-Andelle
- Cantonul Gaillon
- Cantonul Gaillon-Campagne
- Cantonul Gisors
- Cantonul Louviers-Nord
- Cantonul Louviers-Sud
- Cantonul Lyons-la-Forêt
- Cantonul Pont-de-l'Arche
- Cantonul Val-de-Reuil

### Comune
| 1. Ailly (27005)                         | 2. Alizay (27008)                      | 3. Amfreville-les-Champs (27012)        | 4. Amfreville-sous-les-Monts (27013)    |
| 5. Amécourt (27010)                      | 6. Les Andelys (27016)                 | 7. Aubevoye (27022)                     | 8. Autheuil-Authouillet (27025)         |
| 9. Authevernes (27026)                   | 10. Bacqueville (27034)                | 11. Bazincourt-sur-Epte (27045)         | 12. Beauficel-en-Lyons (27048)          |
| 13. Bernières-sur-Seine (27058)          | 14. Bernouville (27059)                | 15. Berthenonville (27060)              | 16. Bois-Jérôme-Saint-Ouen (27072)      |
| 17. Boisemont (27070)                    | 18. Bosquentin (27094)                 | 19. Bouafles (27097)                    | 20. Bouchevilliers (27098)              |
| 21. Bourg-Beaudouin (27104)              | 22. Bus-Saint-Rémy (27121)             | 23. Bézu-Saint-Éloi (27067)             | 24. Bézu-la-Forêt (27066)               |
| 25. Cahaignes (27122)                    | 26. Cailly-sur-Eure (27124)            | 27. Cantiers (27128)                    | 28. Champenard (27142)                  |
| 29. Charleval (27151)                    | 30. Chauvincourt-Provemont (27153)     | 31. Château-sur-Epte (27152)            | 32. Civières (27160)                    |
| 33. Connelles (27168)                    | 34. Corny (27175)                      | 35. Coudray (27176)                     | 36. Courcelles-sur-Seine (27180)        |
| 37. Criquebeuf-sur-Seine (27188)         | 38. La Croix-Saint-Leufroy (27191)     | 39. Cuverville (27194)                  | 40. Les Damps (27196)                   |
| 41. Dampsmesnil (27197)                  | 42. Dangu (27199)                      | 43. Daubeuf-près-Vatteville (27202)     | 44. Doudeauville-en-Vexin (27204)       |
| 45. Douville-sur-Andelle (27205)         | 46. Farceaux (27232)                   | 47. Fleury-la-Forêt (27245)             | 48. Fleury-sur-Andelle (27246)          |
| 49. Flipou (27247)                       | 50. Fontaine-Bellenger (27249)         | 51. Fontaine-Heudebourg (27250)         | 52. Fontenay (27255)                    |
| 53. Forêt-la-Folie (27257)               | 54. Fourges (27262)                    | 55. Fours-en-Vexin (27264)              | 56. Fresne-l'Archevêque (27270)         |
| 57. Gaillardbois-Cressenville (27274)    | 58. Gaillon (27275)                    | 59. Gamaches-en-Vexin (27276)           | 60. Gasny (27279)                       |
| 61. Gisors (27284)                       | 62. Giverny (27285)                    | 63. Grainville (27294)                  | 64. Guerny (27304)                      |
| 65. Guiseniers (27307)                   | 66. Guitry (27308)                     | 67. Hacqueville (27310)                 | 68. Harquency (27315)                   |
| 69. Hennezis (27329)                     | 70. Herqueville (27330)                | 71. Heubécourt-Haricourt (27331)        | 72. Heudicourt (27333)                  |
| 73. Heudreville-sur-Eure (27335)         | 74. Heuqueville (27337)                | 75. Les Hogues (27338)                  | 76. Houville-en-Vexin (27346)           |
| 77. Hébécourt (27324)                    | 78. Igoville (27348)                   | 79. Letteguives (27366)                 | 80. Lilly (27369)                       |
| 81. Lisors (27370)                       | 82. Longchamps (Eure) (27372)          | 83. Lorleau (27373)                     | 84. Lyons-la-Forêt (27377)              |
| 85. Léry (27365)                         | 86. Mainneville (27379)                | 87. Le Manoir (27386)                   | 88. Martagny (27392)                    |
| 89. Martot (27394)                       | 90. Mesnil-Verclives (27407)           | 91. Mesnil-sous-Vienne (27405)          | 92. Montaure (27412)                    |
| 93. Morgny (27417)                       | 94. Mouflaines (27420)                 | 95. Muids (27422)                       | 96. Ménesqueville (27396)               |
| 97. Mézières-en-Vexin (27408)            | 98. Neaufles-Saint-Martin (27426)      | 99. La Neuve-Grange (27430)             | 100. Nojeon-en-Vexin (27437)            |
| 101. Notre-Dame-de-l'Isle (27440)        | 102. Noyers (27445)                    | 103. Panilleuse (27449)                 | 104. Perriers-sur-Andelle (27453)       |
| 105. Perruel (27454)                     | 106. Pont-Saint-Pierre (27470)         | 107. Pont-de-l'Arche (27469)            | 108. Port-Mort (27473)                  |
| 109. Porte-Joie (27471)                  | 110. Poses (27474)                     | 111. Pressagny-l'Orgueilleux (27477)    | 112. Puchay (27480)                     |
| 113. Pîtres (27458)                      | 114. Radepont (27487)                  | 115. Renneville (27488)                 | 116. Richeville (27490)                 |
| 117. Romilly-sur-Andelle (27493)         | 118. La Roquette (27495)               | 119. Rosay-sur-Lieure (27496)           | 120. Saint-Aubin-sur-Gaillon (27517)    |
| 121. Saint-Denis-le-Ferment (27533)      | 122. Saint-Julien-de-la-Liègue (27553) | 123. Saint-Pierre-de-Bailleul (27589)   | 124. Saint-Pierre-la-Garenne (27599)    |
| 125. Saint-Étienne-sous-Bailleul (27539) | 126. Sainte-Barbe-sur-Gaillon (27519)  | 127. Sainte-Geneviève-lès-Gasny (27540) | 128. Sainte-Marie-de-Vatimesnil (27567) |
| 129. Sancourt (27614)                    | 130. Saussay-la-Campagne (27617)       | 131. Suzay (27625)                      | 132. Le Thil (27632)                    |
| 133. Les Thilliers-en-Vexin (27633)      | 134. Le Thuit (27635)                  | 135. Tilly (27644)                      | 136. Tosny (27647)                      |
| 137. Tostes (27648)                      | 138. Touffreville (27649)              | 139. Tournedos-sur-Seine (27651)        | 140. Tourny (27653)                     |
| 141. Le Tronquay (27664)                 | 142. Val-de-Reuil (27701)              | 143. Vandrimare (27670)                 | 144. Vascœuil (27672)                   |
| 145. Vatteville (27673)                  | 146. Le Vaudreuil (27528)              | 147. Venables (27676)                   | 148. Vesly (27682)                      |
| 149. Vieux-Villez (27687)                | 150. Villers-en-Vexin (27690)          | 151. Villers-sur-le-Roule (27691)       | 152. Vézillon (27683)                   |
| 153. Écardenville-sur-Eure (27211)       | 154. Écos (27213)                      | 155. Écouis (27214)                     | 156. Étrépagny (27226)                  |